# Stefan Żeromski
Stefan Żeromski, poljski romanopisec in dramatik, ki je pripadal gibanju Mlada Poljska na prelomu 20. stoletja, * 14. oktober 1864, Strawczyn, † 20. november 1925, Varšava.

## Življenje
Njegova mladost je bila zaznamovana z revščino. Obiskoval je mestno srednjo šolo Kielce. Zaradi pomanjkanja denarja je prekinil šolanje in se preselil v Varšavo, kjer se je dve leti izobraževal na veterinarski šoli, kjer niso zahtevali srednješolskega spričevala. Od leta 1888 je bil zaposlen kot zasebni učitelj plemiških otrok. Leta 1890 se je zaposlil v mondenem zdravilišču Nałęczów, kjer so bivali slavni pisatelji in novinarji. 
Leta 1892 je odšel v tujino – v Prago, München, na Dunaj, v Zürich in Rapperswil. Istega leta je prvič obiskal Zakopane, poljsko gorsko letovišče, ki ga je pozneje pogosto obiskoval in imel pomembno vlogo v tamkajšnji skupnosti. Poročil se je z Oktawio Rodkiewicz, rojeno Radziwiłłowicz, s katero je imel sina Adama. V letih 1892–1897 je bil namestnik knjižničarja v Poljskem narodnem muzeju. V letih 1897–1903 je živel v Varšavi in delal v knjižnici Zamoyski. Od leta 1904, ko mu je objava dela Popioły (slo. Prah in pepel) zagotovila finančno stabilnost, je nehal iskati službo, posvetil se je pisanju in družbenemu aktivizmu. Eno leto je živel v Zakopanah, nato spet v Nałęczowu, kjer je zgradil hišo oz. kočo (t. i. Chato) v gorskem slogu, ki jo je zasnoval Stanisław Witkiewicz. Drugič se je poročil leta 1913 s slikarko Anno Zawadzko, s katero sta odpotovala v Firence, kjer se mu je rodila hči Monika. Po izbruhu prve svetovne vojne je prispel v Krakov z načrtom, da se pridruži legijam in se bori v prvi bojni liniji, kar mu ni uspelo, zato se je vrnil v Zakopane. Leta 1919 se je naselil v Varšavi, kupil hišo v Konstancinu v bližini Varšave in se nato preselil v prizidek varšavskega kraljevega gradu. 

## Delo
Njegovo delovanje je zaznamovala mladost, preživeta v revščini, opazovanje življenja plemstva in kmečkih revežev, stik z radikalnimi pogledi izseljencev in s sodobno socialistično mislijo. Njegovo pisanje je spremljala intenzivna socialnovarstvena dejavnost. V Nałęczowu je bil dom Żeromskih središče domoljubnih in izobraževalnih dejavnosti. V njem je bila sirotišnica za otroke iz revnih družin ter poljska šola. Żeromski je bil častni predsednik izobraževalnega združenja Światło v Nałęczowu. S skupino lokalne radikalne inteligence je ustanovil Ljudsko univerzo, kjer je tudi predaval. V Varšavi je leta 1907 sodeloval pri organizaciji Društva javne knjižnice. Bil je pomembna osebnost v Zakopanah, ki so se v njegovem času kulturno razcvetele. Po ponovni osamosvojitvi Poljske je bil aktiven organizator kulturnega in literarnega življenja v Varšavi. Bil je predsednik sindikata poljskih pisateljev. Soustanovil je Literarno akademijo, Poljsko pisateljsko stražo in Pen klub.
Żeromski je bil vzgojen v domoljubni in romantični tradiciji. Pisal je v stiku s še vedno živahno pozitivistično mislijo v času prevlade gibanja Mlada Poljska in po osvoboditvi Poljske, ko so se pojavile nove intelektualne in umetniške smeri. Ni se identificiral z nobeno literarno formacijo, ustvarjal je "ločeno" literaturo. Pri tem pa se je opiral na različna izročila. Romantika je vir njegovega ideala osamosvojitvenega boja in koncepta osamljenega junaka. Iz pozitivizma je povzel klic po delovanju v družbi, mit družbene solidarnosti ter literarni realizem s primesmi naturalizma. Njegove psihološke analize likov, razpetih med silovitimi čustvi, in njegovi opisi narave, ki se ujemajo z njihovim duševnim stanjem, so bile zelo v duhu Mlade Poljske. Po osvoboditvi Poljske se je pridružil burnemu sporu z novimi literarnimi tokovi o povojni ureditvi Poljske in družbeni vlogi literature.
Żeromski je umrl 20. novembra 1925. Ob njegovi smrti se je odvilo nacionalno žalovanje, pogreb je bil velik dogodek. Mnogi veliki pisatelji so mu posvetili poslovilna dela. Njegov grob je na pokopališču Reformirane cerkve v Varšavi. Njegova Chata v Nałęczowu je bila spremenjena v muzej v njegov spomin. V njegovo čast so bili postavljeni številni spomeniki.

## Prevodi v slovenščino
- Povest greha (France Vodnik)
- Prah in pepel (France Vodnik)
- Brezdomci (Gitica Jakopin, Franc Jakopin)
- Zvesta reka (France Vodnik, Tone Kralj)
- Pred pomladjo (France Vodnik)